# Disenochus breviceps
Disenochus breviceps är en skalbaggsart som beskrevs av Sharp 1903. Disenochus breviceps ingår i släktet Disenochus och familjen jordlöpare. Inga underarter finns listade i Catalogue of Life.